# Terence Hallinan
Terence Hallinan, född 4 december 1936, död 17 januari 2020, var en amerikansk advokat och politiker från San Francisco i Kalifornien.

## Biografi
Terence Hallinan var den andra av sex söner till presidentkandidaten för det progressiva partiet Vincent Hallinan och hans fru Vivian (Moore) Hallinan. Hallinan utbildades vid London School of Economics, University of California, Berkeley och University of California, Hastings College of the Law . Han hade en privat praktik i San Francisco.